# Catharinea rigida
Catharinea rigida là một loài rêu trong họ Polytrichaceae. Loài này được (Lorentz) Müll. Hal. mô tả khoa học đầu tiên năm 1900.